# 1681
Năm 1681 (Số La Mã:MDCLXXXI) là một năm thường bắt đầu vào thứ Tư (liên kết sẽ hiển thị đầy đủ lịch) trong lịch Gregory (hoặc một năm thường bắt đầu vào thứ Bảy của lịch Julius chậm hơn 10 ngày).

## Mất
- 17 tháng 8 - Thượng phụ Nikon, đứng đầu Giáo hội Chính thống giáo Nga 1652-1666 (sinh 1605)